# Methylobacterium
Genre
Methylobacterium est un genre de bactéries de la famille des Methylobacteriaceae dans la classe des Alphaproteobacteria.

## Liste des espèces
Selon LPSN (6 janvier 2024) :
- Methylobacterium adhaesivum (en) Gallego et al. 2006
- Methylobacterium aerolatum (en) Weon et al. 2008
- Methylobacterium ajmalii (en) Bijlani et al. 2021
- Methylobacterium aquaticum (en) Gallego et al. 2005
- Methylobacterium brachiatum (en) Kato et al. 2008
- Methylobacterium brachythecii (en) Tani & Sahin 2013
- Methylobacterium bullatum (en) Hoppe et al. 2012
- Methylobacterium cerastii (en) Wellner et al. 2012
- Methylobacterium crusticola Jia et al. 2020
- Methylobacterium currus Park et al. 2018
- Methylobacterium dankookense (en) Lee et al. 2013
- Methylobacterium dichloromethanicum Doronina et al. 2000
- Methylobacterium durans Kim et al. 2020
- Methylobacterium frigidaeris (en) Lee & Jeon 2018
- Methylobacterium fujisawaense (en) Green et al. 1988
- Methylobacterium gnaphalii (en) Tani et al. 2012
- Methylobacterium goesingense (en) Idris et al. 2012
- Methylobacterium gossipiicola (en) Madhaiyan et al. 2012
- Methylobacterium gregans (en) Kato et al. 2008
- Methylobacterium haplocladii (en) Tani & Sahin 2013
- Methylobacterium hispanicum (en) Gallego et al. 2005
- Methylobacterium iners (en) Weon et al. 2008
- Methylobacterium isbiliense (en) Gallego et al. 2005
- Methylobacterium jeotgali (en) Aslam et al. 2007
- Methylobacterium komagatae (en) Kato et al. 2008
- Methylobacterium longum (en) Knief et al. 2012
- Methylobacterium marchantiae (en) Schauer et al. 2011
- Methylobacterium mesophilicum (en) (Austin & Goodfellow 1979) Green & Bousfield 1983
- Methylobacterium nodulans (en) Jourand et al. 2004
- Methylobacterium nonmethylotrophicum Feng et al. 2020
- Methylobacterium organophilum (en) Patt et al. 1976
- Methylobacterium oryzae (en) Madhaiyan et al. 2007
- Methylobacterium oryzihabitans Chen et al. 2019
- Methylobacterium oxalidis (en) Tani et al. 2012
- Methylobacterium persicinum (en) Kato et al. 2008
- Methylobacterium phyllosphaerae (en) Madhaiyan et al. 2009
- Methylobacterium phyllostachyos (en) Madhaiyan & Poonguzhali 2014
- Methylobacterium planeticum corrig. Jiang et al. 2023
- Methylobacterium platani (en) Kang et al. 2007
- Methylobacterium pseudosasicola (en) Madhaiyan & Poonguzhali 2014
- Methylobacterium radiotolerans corrig. (Ito & Iizuka 1971) Green & Bousfield 1983
- Methylobacterium segetis Ten et al. 2020
- Methylobacterium soli (en) Cao et al. 2013
- Methylobacterium symbioticum Pascual et al. 2021
- Methylobacterium tardum (en) Kato et al. 2008
- Methylobacterium tarhaniae (en) Veyisoglu et al. 2013
- Methylobacterium terricola Kim et al. 2020
- Methylobacterium thuringiense (en) Wellner et al. 2013
- Methylobacterium trifolii (en) Wellner et al. 2013
- Methylobacterium variabile (en) Gallego et al. 2005

## Taxonomie
Le nom correct complet (avec auteur) de ce taxon est Methylobacterium Patt (d) et al., 1976.
L'espèce type est : Methylobacterium organophilum Patt et al., 1976.

### Étymologie
L'étymologie du nom de ce genre est la suivante : Me.thy.lo.bac.te.ri.um. N.L. neut. n. methylum, le radical methyl ; du français masc. n. méthyle ; du français masc. n. méthylène ; du grec neut. n. methy, vin ; du grec fem. n. hylê, bois ; N.L. neut. n. methyl, appartenant au radical methyl ; N.L. neut. n. bacterium, bâtonnet, en biologie, une bactérie (appelée ainsi car les premières observées avaient la forme de bâtonnet) ; N.L. neut. n. Methylobacterium, la bactérie methyl.